# Пшеничний Павло Дмитрович
Павло́ Дми́трович Пшени́чний (12 листопада 1903 — 1 травня 1985) — український науковець-зоотехнік. Доктор сільськогосподарських наук, професор. Заслужений діяч науки України. Академік Української академії сільськогосподарських наук. Засновник відомої в Україні наукової школи з годівлі тварин і технології кормів.

## Життєпис
Родом з Харківщини. У 1926 році закінчив Харківський зоотехнічний інститут. У 1938—1953 роках працював у Башкирському сільськогосподарському і Харківському Зоотехнічному інститутах, з 1953 року — професор Української сільськогосподарської академії (у серпні 1954—1957 роках — ректор).
У 1950 році — завідувач відділу тваринництва Інституту зоології АН УРСР (Київ). У 1956—грудні 1959 року — віцепрезидент Української академії сільськогосподарських наук.
Працював в галузі формування продуктивності в онтогенезі сільськогосподарських тварин. Є автором понад 180 друкованих праць. Засновник і багаторічний очільник наукової школи з годівлі тварин і технології кормів. Серед учнів Павла Пшеничного — професори та академіки Григорій Кліценко, Ільдус Ібатуллін, Віталій Любецький тощо.